# Женев'єва (ураган, 2020)
Ураган Женев'єва (англ. Hurricane Genevieve) — сильний тропічний циклон, який досягнув Півострову Каліфорнія в серпні 2020 року. Дванадцятий тропічний циклон, сьомий названий шторм, третій ураган та другий великий ураган у тихоокеанському сезоні ураганів 2020.
Ураган вразив частину Нижньої Каліфорнії, коли ураган проходив поруч. 20 серпня поблизу Кабо-Сан-Лукас кілька дюймів дощу спричинили повені. Загалом загинуло 6 чоловік по всій Мексиці.

## Метеорологічна історія
10 серпня за порушенням на заході Центральної Америки почав спостерігати NHC. 13 серпня це порушення переросло у жолоб низького тиску на південний захід від Мексики. Порушення поступово організовувалось, і 16 серпня система перетворилася на тропічну депресію, отримавши позначення Дванадцять-E в 15:00 UTC. Депресія стрімко посилилася і стала тропічною бурею через 6 годин о 21:00 UTC, отримавши ім'я Женев'єв. Женев'єва продовжувала швидко посилюватися протягом ночі і перетворилася на ураган 17 серпня, досягнувши 1-хвилинних вітрів зі швидкістю 120 км/год. Женев'єва продовжувала швидко посилюватися, і наступного дня, о 09:00 UTC, Женев'єва вибухово посилилася, перетворившись на великий ураган категорії 3.
Через три години Женев'єва посилилася, перетворившись на ураган категорії 4, і сформувала дуже чітко визначене і чітке око. Потім Женев'єва поступово почала слабшати, опустившись до інтенсивності категорії 3 до 03:00 UTC 19 серпня, можливо, через зіткнення з холодним слідом, який залишив ураган «Еліда». Женев'єва продовжувала поступове послаблення тенденції протягом наступних кількох годин, але пізніше того ж дня дані розвідувального рейсу NHC вказували на те, що Женев'єва швидко слабшала, і шторм опустився до статусу категорії 1 до 21:00 UTC того ж дня. 20 серпня Женев'єва повернула на північний захід і пройшла дуже близько до Кабо-Сан-Лукас, на південній околиці півострова Нижня Каліфорнія, а система ослабла ще більше до тропічного шторму о 18:00 за UTC. До 21:00 UTC 21 серпня Женев'єва перетворилася на посттропічний циклон, не маючи глибокої конвекції протягом 12 годин. Залишок залишку урагану Женев'єва продовжував зберігатися ще кілька днів, зупиняючись біля узбережжя Південної Каліфорнії 23 серпня. Залишок Женев'єви розсіявся до 00:00 UTC 25 серпня.

## Підготовка та наслідки

### Мексика
Оскільки ураган «Женев'єва» стрімко посилився 17 серпня, уряд Мексики видав попередження про тропічний шторм для південних районів Нижньої Каліфорнії. Ці рекомендації згодом були припинені, оскільки шторм ослаб і відійшов від півострова Нижня Каліфорнія 21 серпня. За оцінками, ураган на західному узбережжі Мексики загрожує 8 мільйонам людей. Відповідно, по всій країні було відкрито приблизно 1600 притулків: 571 у Халіско, 434 у Наяріті, 237 у Колімі, 179 у Мічоакані та 175 у Нижній Каліфорнії Сур. Навіть без того, щоб чиновники змусили жителів цього робити, жителі Нижньої Каліфорнії готувались до згубних вітрів.
Грози спричинили поривчастий вітер та сильний дощ в Оахаці, з накопиченням в середньому від 75 до 150 мм і поривами, що досягали від 70 до 80 км/год. У штаті загинуло чотири людини: двоє від зсувів у Хуаутла-де-Хіменес і двоє від річок. Глибина води сягала 0,5 м у Пуерто-Анхелі. Камінос-і-Аеропістас-де-Оахака задіяли 32 працівники для усунення пошкоджень на дорогах.
Локалізовані повені в частинах Акапулько, змивши машини та затопивши деякі будинки. Великі хвилі вплинули на узбережжя Халіско.
Сильні дощі вплинули на значну частину Нижньої Каліфорнії, коли Женев'єва обрушилась на штат; накопичення дощу досягли 280 мм у Кабо-Сан-Лукасі. У гірській місцевості на південь від Кабо-Сан-Лукас пориви вітру досягали 140 миль/год. Електрична та дорожня інфраструктура була пошкоджена по всій країні, а деякі райони були без електрики більше 24 годин. Рятувальник втопився під час спроби врятувати підлітка, який також загинув, ігноруючи попереджувальні прапори, викликані грубим прибоєм, через ураган, на курорті в Кабо-Сан-Лукас. 23 серпня Національний координаційний комітет захисту громадян оголосив надзвичайний стан для муніципалітетів Ла-Пас та Лос-Кабос. Це дозволило розподілити державну допомогу та запаси постраждалим жителям. Важка техніка використовувалась для очищення доріг від сміття та бруду, залишеного повенями.

### США
22 серпня волога від залишків урагану Женев'єва принесла рясні опади в частини Південної Каліфорнії та Арізони. 22–23 серпня залишки Женев'єви спричинили хвилі вище 2 метрів (6,6 футів) на західному узбережжі півострова Нижня Каліфорнія та Південної Каліфорнії.